# Atzara
Atzara é uma comuna italiana da região da Sardenha, província de Nuoro, com cerca de 1.310 habitantes. Estende-se por uma área de 35 km², tendo uma densidade populacional de 37 hab/km². Faz fronteira com Belvi, Meana Sardo, Samugheo (OR), Sorgono.
Pertence à rede das Aldeias mais bonitas de Itália.

## Demografia
| Variação demográfica do município entre 1861 e 2011                               |
|                                                                                   |
| Fonte: Istituto Nazionale di Statistica (ISTAT) - Elaboração gráfica da Wikipedia |